# Laura Muir
Laura Muir (Inverness, 9 de mayo de 1993) es una deportista británica que compite en atletismo, especialista en las carreras de mediofondo.
Participó en dos Juegos Olímpicos de Verano, obteniendo una medalla de plata en Tokio 2020, en la prueba de 1500 m, y el séptimo lugar en Río de Janeiro 2016, en la misma prueba.
Ganó una medalla de bronce en el Campeonato Mundial de Atletismo de 2022 y dos medallas en el Campeonato Mundial de Atletismo en Pista Cubierta de 2018.
Además, obtuvo dos medallas de oro en el Campeonato Europeo de Atletismo, en los años 2018 y 2022, y cinco medallas de oro en el Campeonato Europeo de Atletismo en Pista Cubierta, en los años 2017 y 2023.

## Palmarés internacional
| Juegos Olímpicos                     | Juegos Olímpicos         | Juegos Olímpicos  | Juegos Olímpicos |
| Año                                  | Lugar                    | Medalla           | Prueba           |
| ------------------------------------ | ------------------------ | ----------------- | ---------------- |
| 2020                                 | Tokio (Japón)            | Medalla de plata  | 1500 m           |
| Campeonato Mundial                   |                          |                   |                  |
| Año                                  | Lugar                    | Medalla           | Prueba           |
| 2022                                 | Eugene (Estados Unidos)  | Medalla de bronce | 1500 m           |
| Campeonato Mundial en Pista Cubierta |                          |                   |                  |
| Año                                  | Lugar                    | Medalla           | Prueba           |
| 2018                                 | Birmingham (Reino Unido) | Medalla de plata  | 1500 m           |
| 2018                                 | Birmingham (Reino Unido) | Medalla de bronce | 3000 m           |
| Campeonato Europeo                   |                          |                   |                  |
| Año                                  | Lugar                    | Medalla           | Prueba           |
| 2018                                 | Berlín (Alemania)        | Medalla de oro    | 1500 m           |
| 2022                                 | Múnich (Alemania)        | Medalla de oro    | 1500 m           |
| Campeonato Europeo en Pista Cubierta |                          |                   |                  |
| Año                                  | Lugar                    | Medalla           | Prueba           |
| 2017                                 | Belgrado (Serbia)        | Medalla de oro    | 1500 m           |
| 2017                                 | Belgrado (Serbia)        | Medalla de oro    | 3000 m           |
| 2019                                 | Glasgow (Reino Unido)    | Medalla de oro    | 1500 m           |
| 2019                                 | Glasgow (Reino Unido)    | Medalla de oro    | 3000 m           |
| 2023                                 | Estambul (Turquía)       | Medalla de oro    | 1500 m           |